# Neocteniza fantastica
Espèce
Neocteniza fantastica est une espèce d'araignées mygalomorphes de la famille des Idiopidae.

## Distribution
Cette espèce est endémique de Colombie.

## Description
Le mâle holotype mesure 6,08 mm.

## Publication originale
- Platnick & Shadab, 1976 : A revision of the mygalomorph spider genus Neocteniza (Araneae, Actinopodidae). American Museum Novitates, no 2603, p. 1-19 (texte intégral).